# Extended Play (album de Statik Selektah)
Pour les articles homonymes, voir Extended Play (homonymie).
Albums de Statik Selektah
Population Control
(2011) What Goes Around
(2014)
Singles
1. Bird's Eye View
Sortie : 16 avril 2013
2. 21 & Over
Sortie : 14 mai 2013
3. Game Break
Sortie : 4 juin 2013

Extended Play est le cinquième album studio de Statik Selektah, sorti le 18 juin 2013.
Tous les titres sont produits par Statik Selektah, à l’exception de Live from the Era, coproduit par The Alchemist.
L'album s'est classé 3e au Top Heatseekers, 13e au Top Rap Albums, 18e au Top R&B/Hip-Hop Albums, 27e au Top Independent Albums et 121e au Billboard 200. 
Il a été très bien accueilli par la critique, Metacritic lui octroyant une note de 83 sur 100. Le magazine The Source a classé Extended Play à la septième place des « 10 meilleurs albums de 2013 ».

## Liste des titres
| No  | Titre                                                                                        | Contient un (des) sample(s) de | Durée |
| --- | -------------------------------------------------------------------------------------------- | --- | ----- |
| 1.  | Reloaded (featuring Pain in da Ass, Action Bronson, Big Body Bes, Termanology et Tony Touch) | I Used to Love H.E.R. de Common Mo Money Mo Problems de The Notorious B.I.G. featuring Puff Daddy, Ma$e et Kelly Price Flava in Ya Ear (Remix) de Craig Mack et The Notorious B.I.G. featuring Rampage, LL Cool J et Busta Rhymes | 2:02  |
| 2.  | Bird's Eye View (featuring Raekwon, Joey Bada$$ et Black Thought)                            | Peace, Brother Peace de Dorothy Morrison | 3:34  |
| 3.  | East Coast (featuring N.O.R.E. et Lil Fame)                                                  | | 2:47  |
| 4.  | 21 & Over (featuring Sean Price et Mac Miller)                                               | Wild Out de The Lox | 2:47  |
| 5.  | The Spark (featuring Action Bronson, Joey Bada$$ et Mike Posner)                             | Get Out of My Life, Woman d'Iron Butterfly Dedicada a Ela d'Arthur Verocai | 2:56  |
| 6.  | Make Believe (featuring Freddie Gibbs, Easy Money et Termanology)                            | | 4:01  |
| 7.  | Pinky Ring (featuring Prodigy)                                                               | | 2:52  |
| 8.  | Funeral Season (featuring Styles P, Bun B et Hit-Boy)                                        | | 4:00  |
| 9.  | Bring 'Em Up Dead (featuring Joell Ortiz)                                                    | Throw Ya Gunz d'Onyx | 3:36  |
| 10. | Camouflage Dons (featuring Smif-n-Wessun et Flatbush Zombies)                                | 戦慄の青い服 de Yūji Ōno | 2:53  |
| 11. | Big City of Dreams (featuring Troy Ave, Push!, Meyhem Lauren et AG Da Coroner)               | | 4:21  |
| 12. | Gz, Pimps, Hustlers (featuring Wais P et Slaine)                                             | | 4:34  |
| 13. | My Hoe (featuring Blu, Evidence et Reks)                                                     | Get Out of My Life, Woman d'Iron Butterfly | 3:51  |
| 14. | Love & War (featuring Easy Money et Freeway)                                                 | | 3:26  |
| 15. | 100 Stacks (featuring JFK et Strong Arm Steady)                                              | | 2:36  |
| 16. | Live from the Era (featuring Pro Era)                                                        | | 5:18  |
| 17. | Game Break (featuring Lecrae, Termanology et Posdnuos)                                       | | 4:22  |
| 18. | Home (featuring Talib Kweli)                                                                 | Aeroplane (Reprise) de Wee | 2:57  |